# Paraliaceae
Famille
Les Paraliaceae sont une famille d'algues de l'embranchement des Bacillariophyta (Diatomées), de la classe des Coscinodiscophyceae et de l’ordre des Paraliales.
Certaines espèces de Paralia sont dites « tychopélagiques ».

## Étymologie
Le nom de la famille vient du genre type Paralia, dérivé du latin par-, peu, et -alia, assemblé, peut-être en raison de l'assemblage lâche que forment les chaines de cette diatomée ; en effet, selon AlgaeBase (23 juillet 2022) « Contrairement à la plupart des autres genres, la valvocopule (des Paralia) ne chevauche pas l'épivalve et n'est insérée que dans une rainure peu profonde entre les deux manteaux de la cellule. Par conséquent, les copules se détachent facilement ».

## Description
Le genre type Paralia se présente sous la forme de cellules brièvement cylindriques, liées pour former des chaînes droites. Il y a plusieurs petits plastides discoïdes par cellule. Le genre est communément trouvé dans le plancton marin côtier mais appartient  probablement aux sédiments sableux. Ce genre contient au moins deux espèces - le fossile Paralia sulcata et l'actuel Paralia marina.
Les valves de ces diatomées s'assemblent en chaînes reliées par des crêtes et des rainures imbriquées bien développées et par des épines marginales ; des valves en camée (relief) et en creux peuvent exister.
Aux extrémités de chaque chaîne se trouvent des valves de séparation, avec des crêtes réduites et sans épines marginales.
Les valves sont composées d'une couche interne épaisse pénétrée par des tubes, qui relient la lumière cellulaire à une série de chambres situées sous une couche externe plus mince ; les chambres s'ouvrent vers l'extérieur par de grands trous positionnés autour du bord de la face de la valve et sur le manteau de la valve (la partie interne de la face de la valve est non poreuse).
Il existe de nombreuses copules (ou ceintures), portant des fentes (Paralia marina) ou sans perforation (Paralia sulcata).
Contrairement à la plupart des autres genres, la valvocopule  ne chevauche pas l'épivalve et n'est insérée que dans une rainure peu profonde entre les deux manteaux de la cellule. Par conséquent, les copules se détachent facilement.

## Distribution
Les diverses espèces de Paralia peuvent vivre dans les eaux douces, saumâtres ou marines. Par exemple l'espèce Paralia sulcata a été identifiée dans les eaux douces du Brésil, et le genre a été récolté dans le Tychoplankton (en) des eaux marines de Corée,.

## Liste des genres
Selon AlgaeBase (23 juillet 2022) :
- Distephanosira Glezer, 1992
- Paralia Heiberg, 1863

Selon World Register of Marine Species (23 juillet 2022) :
- Ellerbeckia R.M. Crawford, 1988
- Paralia Heiberg, 1863

## Systématique
Le nom correct complet (avec auteur) de ce taxon est Paraliaceae R.M.Crawford, 1990.